# Through the Fire and Flames
Through the Fire and Flames, иногда сокращённо TTFAF, — песня английской пауэр-метал-группы DragonForce. Эта песня признана самой успешной песней группы. Песня является синглом, а также вступительным треком с третьего альбома DragonForce, Inhuman Rampage, и включает быстрые двойные гитарные соло Германа Ли и Сэма Тотмана.
Песня достигла 86-го места в Billboard Hot 100 и 61-го места в Canadian Hot 100 в 2008 году, что сделало её единственным синглом группы, попавшим в оба чарта. Она также ненадолго возобновила популярность в марте 2015 года, когда кавер-версия (Tina S.), загруженная на YouTube, стала популярной, отправив песню на 13-е место в чарте Rock Songs. Только в Соединённых Штатах было продано 1,1 миллиона копий альбома, и он был сертифицирован Американской ассоциацией звукозаписывающей индустрии как платиновый.
Through the Fire and Flames также появилась в нескольких видеоиграх, впервые появившись в ATV Offroad Fury Pro примерно во время выхода песни. В серии ритм-игр Guitar Hero песня впервые появилась в Guitar Hero III: Legends of Rock в качестве открываемой бонусной песни, а позже появилась в Guitar Hero Smash Hits и Guitar Hero Live. Эта песня также была включена в альбом Rocksmith 2014. Это играбельная песня в аркадных играх группы Konami GuitarFreaks и DrumMania V6, а также часть саундтрека Brütal Legend. Это также одна из самых популярных песен, используемых игроками Audiosurf. Песня также была доступна для скачивания для Rock Band 3 29 марта 2011 года как для базового ритма, так и для профессионального режима, в котором могут использоваться настоящие музыкальные инструменты.

## Сочинение и запись
Эта песня написана в тональности до минор (но в стандартной настройке Ми), и, как и большинство других песен DragonForce, она написана в быстром темпе 200 ударов в минуту с общей временной подписью (170 ударов в минуту в первой половине гитарного соло). Ближе к концу записи гитарист Герман Ли порвал одну из своих гитарных струн. Несмотря на это, группа решила сохранить эту запись и оставила её в финальной версии альбома.

## Музыкальное видео
Этот трек был использован в первом музыкальном видео DragonForce. Для клипа была использована сокращённая версия песни, длившаяся всего пять минут.
Простое видео в основном показывает, как группа исполняет песню в тёмной комнате, освещённой янтарными лампами. После быстрого вступительного риффа гитарист Герман Ли держится за свою гитару серии Ibanez S только с помощью рычага тремоло. Во время гитарных соло камера фокусируется только на Ли и Сэме Тотмэне, со вставкой грифа текущего игрока. Во время соло Ли Тотман стоит слева от Ли и пьет. В начале соло Ли воспроизводит звук Pac-Man, после чего он подбрасывает рычаг тремоло, который он использовал для создания этого звука.
Музыкальное видео распространилось на YouTube и различных музыкальных видеоканалах, включая MTV2, и было показано на экранах мониторов во время выступлений группы на Ozzfest 2006.

## Участники записи
- Зиппи Терт — вокал;
- Герман Ли — соло и ритм-гитара, бэк-вокал;
- Сэм Тотман — соло и ритм-гитара, бэк вокал;
- Вадим Пружанов — клавишные, бэк-вокал;
- Адриан Ламберт — бас-гитара;
- Дэйв Макинтош — ударные, бэк-вокал.